# به پایین نگاه نکن
به پایین نگاه نکن (به انگلیسی: Don't Look Down)(به اسپانیایی: No mires para abajo) فیلمی، محصول سال ۲۰۰۸ به کارگردانی الیسو سوبیلا و نشان دهنده زندگی پسری است که برای اولین بار سکس را کشف می‌کند.

## داستان
الوی ۱۹ ساله دانشجوی فیزیک است و همراه با پدر و مادرش در تجارت خانوادگی کار می‌کند. در گورستان شهر مجسمه‌های زینتی و سنگ‌قبر آماده می‌کند، یک روز او با الویرا یک دختر جوان اندلسی آشنا می‌شود، الویرا الوی را با سکس آشنا می‌کند و او را به کشف منطق ناشناخته روح و واقعیت سوق می‌دهد. از الوی دعوت می‌کند تا معشوق او شود و به او رابطه جنسی تانتریک را آموزش می‌دهد. الوی سعادت را کشف می‌کند.